# Audi 100
O 100 é um modelo de porte médio-grande da Audi.
Audi 100 Coupe S um dos carros que foi um sucesso na categoria dos coupes, destacando-se pelas suas linhas jovens e desportivas, com motores relativamente potentes foi um sucesso, ainda hoje é um carro bastante procurado por colecionadores.[parcial?]